# Holendrecht (Amsterdam)

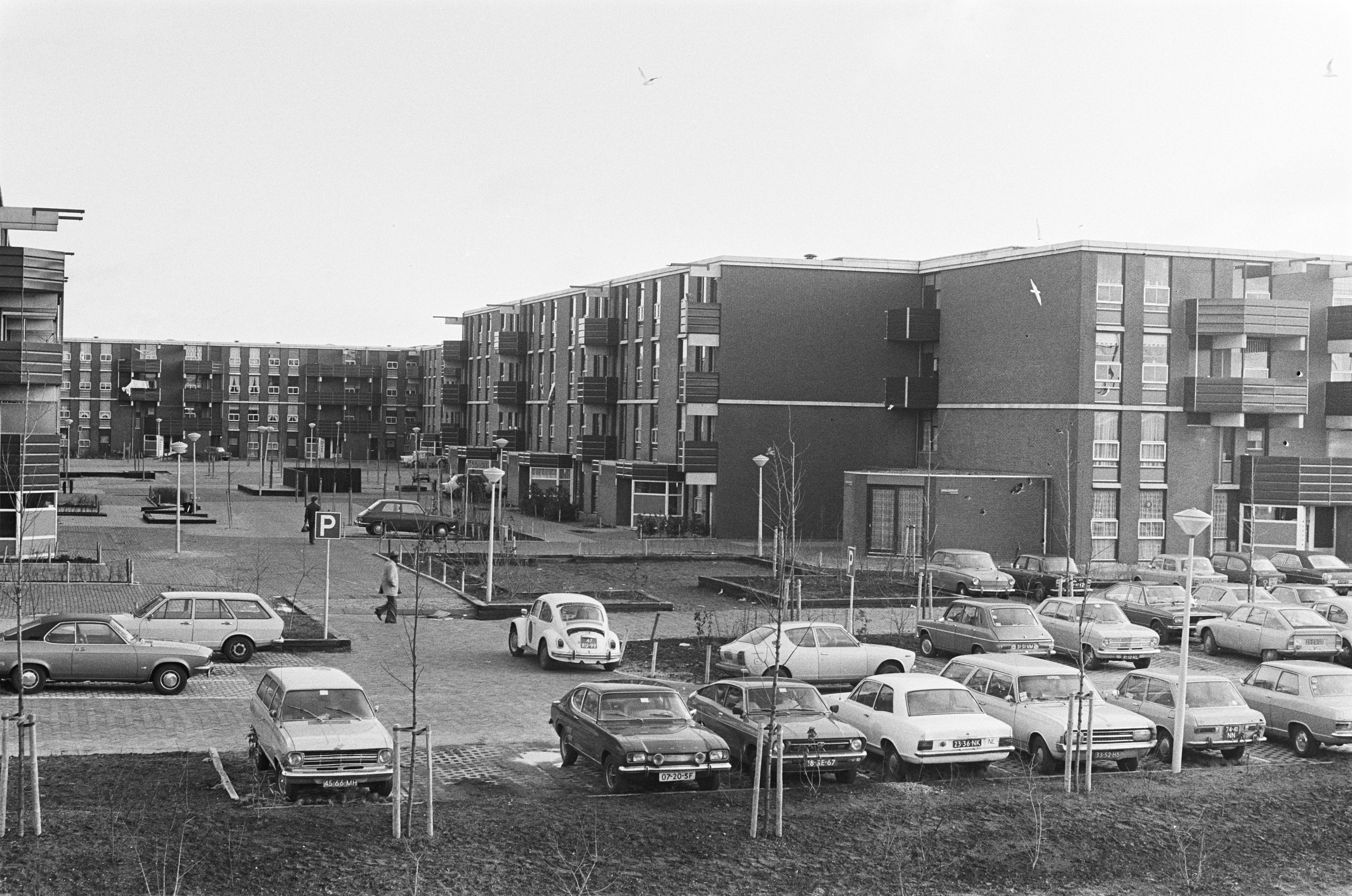
Woningen in Holendrecht in 1978.

Holendrecht is een woonwijk (buurt) in Gaasperdam in het Amsterdamse stadsdeel Amsterdam-Zuidoost (in de Nederlandse provincie Noord-Holland). De wijk ontleent zijn naam aan het gelijknamige riviertje op de grens van de provincies Noord-Holland en Utrecht.
De wijk grenst in het noorden aan de Gaasperdammerweg, in het zuiden aan de wijk Reigersbos, in het oosten aan de groenstrook langs de Gaasperplas en in het westen aan de Spoorlijn Amsterdam – Utrecht. Aan de andere kant van de spoorbaan ligt het Academisch Medisch Centrum.
De wijk bestaat uit twee verschillende delen, Holendrecht-West en Holendrecht-Oost genaamd, die van elkaar worden gescheiden door de Meerkerkdreef. Het westelijke deel bestaat bijna geheel uit portiekflats met een hoogte van vier verdiepingen, gebouwd van 1976 tot eind jaren zeventig naar ontwerpen van de architecten Van Gool, Quist en Schippers. Dit deel van de wijk grenst aan de spoorlijn en de daarmee gebundelde metrosporen. Het oostelijke deel van Holendrecht bestaat bijna geheel uit eengezinswoningen, en dateert uit eind jaren zeventig, begin jaren tachtig. De straten zijn vernoemd naar plaatsen met de letters M, N, P en R in de provincie Gelderland en Utrecht.
Het station Holendrecht ligt niet ver van het centrum van de wijk, het Holendrechtplein. Sinds 1977 is dit een station van de Amsterdamse metro. Vanaf 2008 wordt dit station ook aangedaan door sprinters van de Nederlandse Spoorwegen. De Holendrechtdreef verbindt dit station met het winkelcentrum aan het Holendrechtplein dat onder de dreef is gelegen, en loopt in het verlengde van de Meibergdreef naar de Meerkerkdreef.
De sloop van de hoogbouwflats in de Bijlmermeer en de uitplaatsing van probleemgezinnen vandaar naar Holendrecht-West leidde vanaf 2004 tot een verpaupering van de wijk. Na een fase van ontkenning werd dit feit vanaf 2010 door de gemeente onder ogen gezien, en sindsdien wordt gewerkt aan een plan voor de rehabilitatie van de wijk.
 Abberdaan · Admiralenbuurt · Amstel III · Amsteldorp · Amstelkwartier · Andreas Ensemble · Apollobuurt · ArenAPoort · Bajeskwartier · Banne Buiksloot · Bedrijventerrein Sloterdijk · Bellamybuurt · Betondorp · Bijlmer · Binnenstad · Bloemenbuurt · Borgerbuurt · Borneo · Bos en Lommer · Buiksloot · Buiksloterham · Buikslotermeer · Buiteneiland · Buitenveldert · Bullewijk · Burgwallen Oude Zijde · Burgwallen Nieuwe Zijde · Centrum Amsterdam Noord · Centrumeiland · Chassébuurt · Chinatown · Cremerbuurt (Amsterdam) · Cruquius · Czaar Peterbuurt · Da Costabuurt · Dapperbuurt · De Aker · De Baarsjes · De Bongerd · De Eendracht · De Heining · De Krommert · De 9 Straatjes · De Omval · De Pijp · Diamantbuurt · Driemond · Disteldorp · Dubbele Buurt · Duivelseiland · Duvelshoek · Elzenhagen · Erasmusparkbuurt · Floradorp · Frederik Hendrikbuurt · Funenpark · Gaasperdam · Gein · Geuzenveld · Gibraltarbuurt · Gouden Reael · Gulden Winckelbuurt · Grachtengordel · Haarlemmerbuurt · Hallenkwartier · Haven-Stad · Haveneiland · Havenstraatterrein · Helmersbuurt · Het Funen · Holendrecht · Hoofddorppleinbuurt · Houthaven · IJ-oevers · IJburg · IJdock · IJplein · Indische Buurt · Jan Maijenbuurt · Java-eiland · Jeruzalem · Jeugdland ·Jodenbuurt · Jordaan · Julianapark · Kadijken · Kadoelen · Kattenburg · Kinkerbuurt · KNSM-eiland · Kolenkitbuurt · Kop van Jut · Van der Kunbuurt · Laan van Spartaan · Landlust · Landstrekenbuurt · Lastage · Leidsebuurt · Lutkemeer · Marathonbuurt · Marineterrein · Marken · Marktkwartier · Medisch Centrum Slotervaart · Mercatorbuurt · Middelveldsche Akerpolder · Molenwijk · Museumkwartier · Nellestein · Nieuw Sloten · Amsterdam Nieuw-West · Nieuwe Pijp · Nieuwendam · Nieuwendammerdijk en Buiksloterdijk · Nieuwendammerham · Nieuwezijde · Nieuwmarkt · Noorderhof · Noordoever Sloterplas · Noordse Bos · Olympisch Kwartier · Omval · Ookmeer · Oostelijk Havengebied · Oostelijke Eilanden · Oostelijke Handelskade · Oostenburg · Oosterdokseiland · Oosterparkbuurt · Oostoever Sloterplas · Oostpoort · Oostzanerwerf · Osdorp · Oud Osdorp · Oud-Oost · Oud-West · Oud-Zuid · Oude Pijp · Oudezijde · Overamstel · Overhoeks · Overtoombuurt · Overtoomse Buurt · Overtoomse Veld · Park Haagseweg · Park de Meer · Plan van Gool · Plan West · Plan Zuid · Planciusbuurt · Plantagebuurt · Postjesbuurt · Prinses Irenebuurt · Rapenburg · Reigersbos · Riekerpolder · Rieteilanden · Rietlanden · Rivierenbuurt · Robert Scottbuurt · Roeterseiland · Ruigoord · Schinkel (bedrijventerrein) · Schinkelbuurt · Science Park · Sloten · Sloterdijk · Sloterdijk-Centrum · Slotermeer · Slotervaart · Sluisbuurt · Spaarndammerbuurt · Spieringhorn · Sporenburg · Sportheldenbuurt · Staatsliedenbuurt · Stadionbuurt · Steigereiland · Strandeiland · Teleport · Transvaalbuurt · Trompbuurt · Tuindorp Buiksloot · Tuindorp Buiksloterham · Tuindorp Nieuwendam · Tuindorp Oostzaan · Tuttifruttidorp · Van Tijenbuurt · Uilenburg · Universiteitskwartier · Valkenburg · Van der Kunbuurt · Van der Pekbuurt · Van Lennepbuurt · Venserpolder · Vlooienburg · Vogelbuurt · Vogeldorp · Vogeltjeswei · Volewijck · Vondelparkbuurt · Vrije Geer · Waalseiland · Watergraafsmeer · Waterlandpleinbuurt · Waterwijk · Weesp · Weesperbuurt · Weespertrekvaartbuurt · Weesperzijde · Westelijke Eilanden · Westelijke Tuinsteden · Westerdokseiland · Westerpark · Westpoort · Willemspark · Wittenburg · Zeeburg · Zeeburgereiland · Zeeheldenbuurt · Zuidas · Zuideramstel